# Hoya vacciniiflora
Hoya vacciniiflora är en oleanderväxtart som beskrevs av Ernest Justus Schwartz. Hoya vacciniiflora ingår i släktet Hoya och familjen oleanderväxter. Inga underarter finns listade i Catalogue of Life.